# Nóta o významu vnitřního fóra a neporušitelnosti zpovědního tajemství
Nóta o významu vnitřního fóra a nedotknutelnosti zpovědního tajemství (svátostné pečetě) je dokument Apoštolské penitenciárie z 1. července 2019, schválený k promulgaci 21. června 2019 papežem Františkem, který vysvětluje, že vnitřní fórum svátosti pokání je posvátné a že nedotknutelnost zpovědního tajemství v katolické církvi je absolutní, navzdory občanskému právu, jako věc dogmatu de fide a jako součást svobody vyznání a svobody svědomí. Cílem této nóty je posílit pocit důvěry lidí, kteří chodí ke zpovědi.

## Vnitřní fórum
Při prezentaci Nóty papež František vysvětlil význam pojmu kanonického práva „vnitřní fórum“:
A nad rámec textu bych rád dodal slovo k pojmu „vnitřní (interní) fórum“. Nejedná se o triviální výraz: je uveden vážně. Interní fórum je interní fórum a nemůže jít „ven“. A říkám to proto, že jsem si všiml, že některé skupiny v církvi, představitelé, nadřízení – řekněme to takto – obě věci směšují a berou si z vnitřního fóra, aby rozhodovali na vnějším, a naopak. Prosím, to je hřích! Je to hřích proti důstojnosti člověka, který důvěřuje knězi a který vyjadřuje svou situaci, aby prosil o odpuštění, a pak se toho využívá k organizování záležitostí pro nějakou skupinu nebo hnutí, možná – nevím, improvizuji – možná i pro novou kongregaci, nevím. Ale vnitřní fórum je vnitřní fórum. A je to posvátná věc. Chtěl jsem to říct, protože mě to znepokojuje.

## Odezvy
Agentury Reuters, KATV, The Wall Street Journal, The Irish Times a CBS News byly mezi médii, která uvedla, že Vatikán selhává v boji proti sexuálnímu zneužívání ze strany duchovních, když neoslabuje pečeť zpovědního tajemství. Katolická tisková agentura (Catholic News Agency) dokument uvítala a označila jej za připomínku učení katolické církve.